# It’s a Long Way to Tipperary

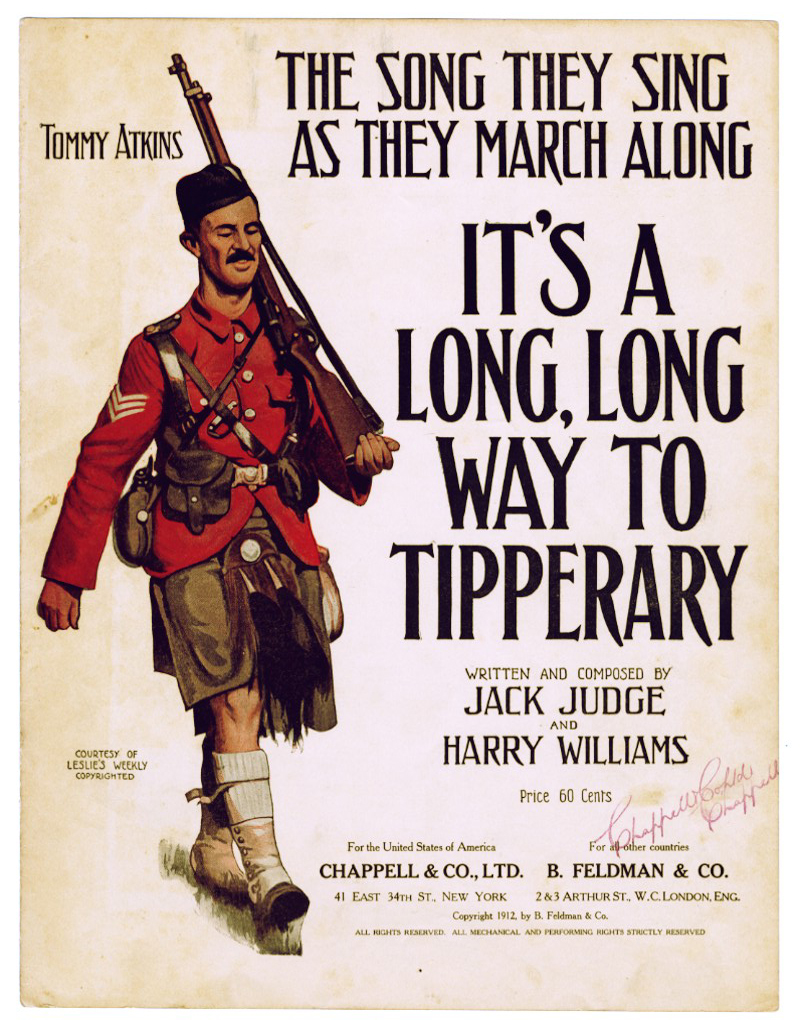
It’s a Long Way to Tipperary...

It’s a Long Way to Tipperary („Długa droga do Tipperary”) – irlandzka pieśń skomponowana w 1912 roku przez Jacka Judge’a, brytyjskiego sprzedawcę ryb, twórcę piosenek i showmana muzycznego.
Jako współautor figuruje także kolega Judge’a, Henry James Williams, który jednak nie miał z jej autorstwem nic wspólnego. Judge obiecał Williamsowi, że gdy napisze jakąś popularną pieśń, to dopisze go jako współautora w podziękowaniu za to, że pożyczał mu pieniądze, gdy był bez grosza.
Pieśń była popularna najpierw wśród oddziałów irlandzkich a następnie śpiewana także przez innych żołnierzy angielskojęzycznych na frontach I wojny światowej.
Piosenka powstała przed wybuchem tej wojny i pomimo tego, że nie miała z samą wojną wiele wspólnego, stała się wkrótce jednym z jej symboli, a zwrot „it’s a long way to Tipperary” zaczął w przenośni oznaczać długą drogę do domu rodzinnego, do ukochanej, do celu, do kresu wojennych trudów i wyrzeczeń.
Znanych jest kilka wersji tego utworu, a także liczne przeróbki i parodie.
Na melodię refrenu podczas II wojny światowej powstała też polska piosenka, znana pod tytułami Komandosi to my lub Szkocja. Słowa ułożyli  Andrzej Grele i Maciej Zajączkowski. Piosenka trafiła w 1942 roku do żołnierzy stacjonujących w Szkocji, w jednostkach II baonu komandosów z II Warszawskiej Dywizji Pancernej. Później, w 1944 roku śpiewano ją w 2 Korpusie Polskich Sił Zbrojnych we Włoszech.
Piosenka jest też śpiewana w obecnych Siłach Zbrojnych RP (nagranie z 2013 r.).

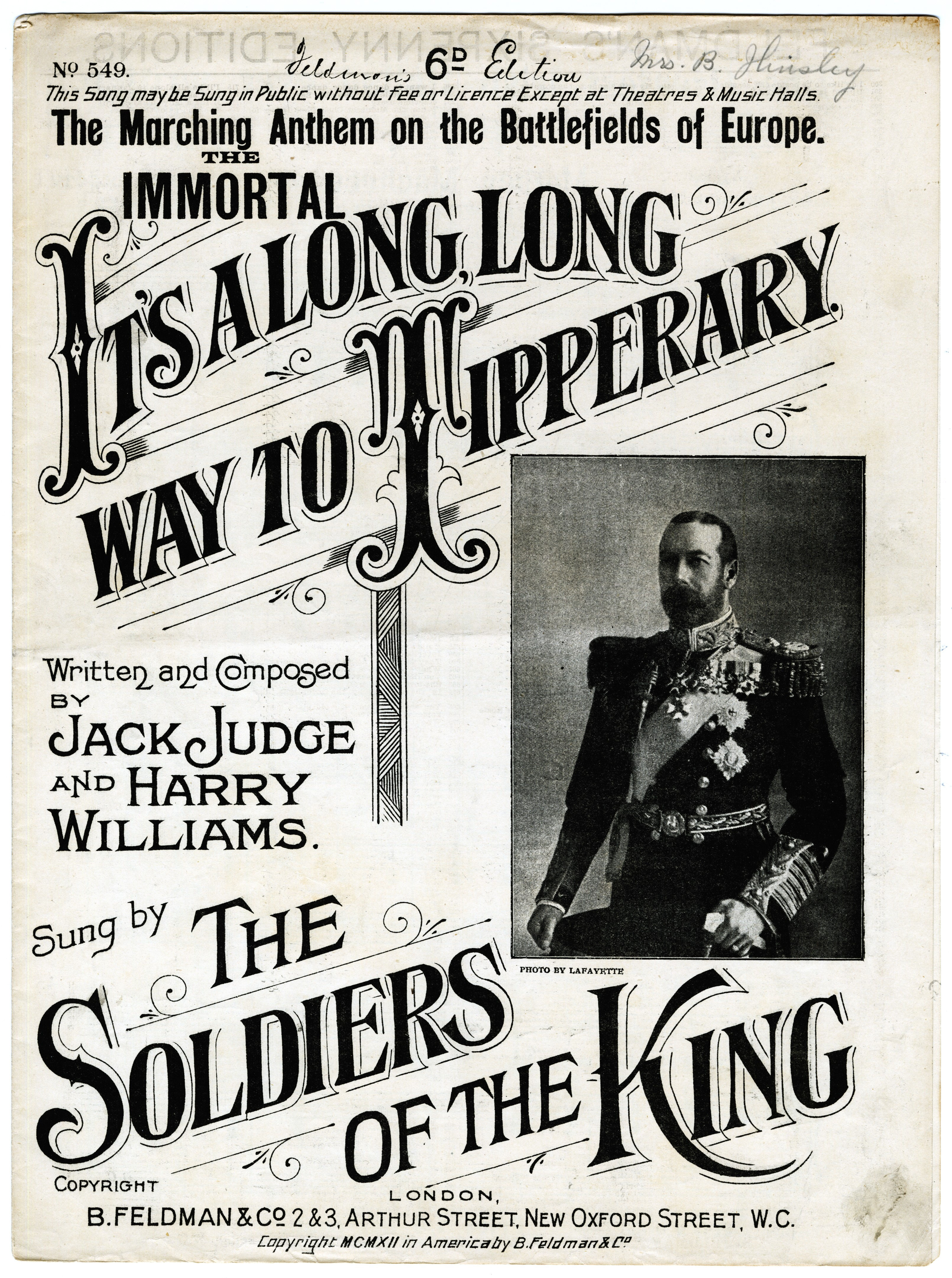
Plakat z czasów I wojny światowej.